# Belisana fiji
Belisana fiji là một loài nhện trong họ Pholcidae. Loài này được phát hiện ở Fiji.